# Jerzy Jesionowski

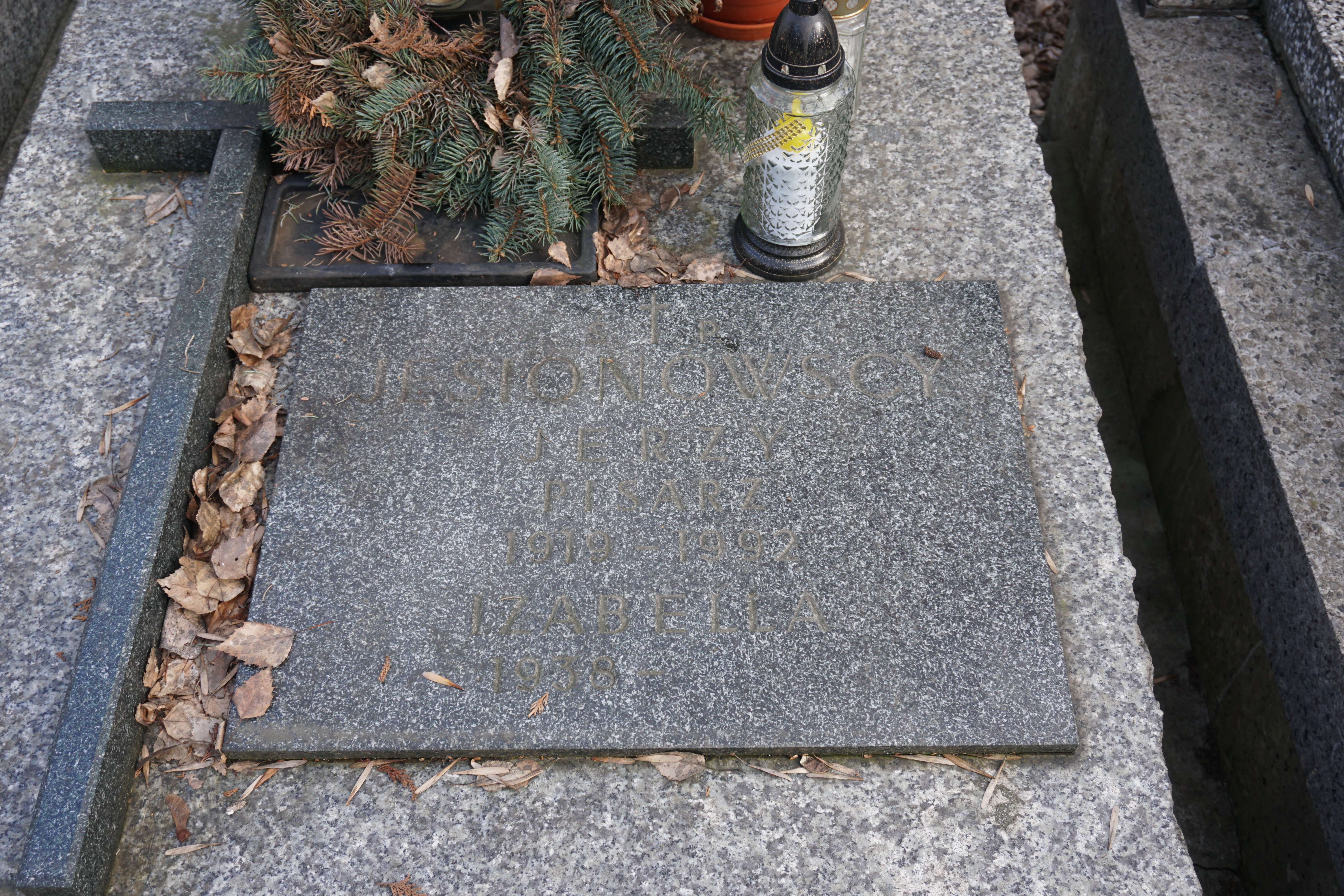
Grób Jerzego Jesionowskiego na cmentarzu Bródnowskim

Jerzy Jesionowski (ur. 7 listopada 1919 we wsi Ponikiew Duża, zm. 28 października 1992 w Warszawie) – polski prozaik, autor sztuk scenicznych oraz autor książek dla dzieci i młodzieży. 

## Życiorys
Urodził się w rodzinie Zygmunta Jesionowskiego i Heleny z domu Karpińskiej. Ukończył studia na Wydziale Mechanicznym Politechniki Warszawskiej oraz filozofię na Uniwersytecie Warszawskim. Debiutował na łamach miesięcznika „Kuźnia Młodych” jako prozaik. W latach 1945–1965 był pracownikiem resortu łączności. Od 1957 roku należał do PZPR. W latach 1968–1971 był kierownikiem artystycznym Zespołu Filmowego „Wektor”. Pochowany na cmentarzu Bródnowskim w Warszawie (kwatera 6B-4-10).

## Odznaczenia i nagrody
Był odznaczony m.in.: Krzyżem Komandorskim i Kawalerskim Orderu Odrodzenia Polski, Złotym i Srebrnym Krzyżem Zasługi.
Ponadto był laureatem takich nagród jak:
- 1967 – nagroda Instytutu Wydawniczego CRZZ za powieść Dwadzieścia batów
- 1974 – nagroda I stopnia Ministra Obrony Narodowej za powieść Przed drugim brzegiem
- 1976 – zespołowa nagroda państwowa II stopnia
- 1983 – nagroda „Trybuny Ludu”[3]

## Twórczość
- Filip z Konopi
- Patrz Kościuszko...
- Milion
- Wuj z Ameryki
- Satyra prawdę ci powie
- O Czym Kto Marzy
- Niewygodny człowiek
- Dwadzieścia batów
- Nieosądzony
- Z drugiej strony nieba
- Przygoda w czasie
- Powrót pożegnanych
- Zielony metal i zielona głowa
- Przed drugim brzegiem
- Zwariowana książeczka
- Drugi brzeg
- Surmak
- Przystanek w biegu
- Dobrze urodzony
- Nad urwiskiem
- Poszukiwany Albert Peryt
- Opowieść kosmopilota Patryka
- Rzeka czasu
- Egzamin
- Egzylia
- Raport z planety SOL-3
- Rzeczy nie do rzeczy